# Майкл, Шинед
Шинед Майкл (англ. Sinead Michael; род. 20 июля 1998) — британская юная актриса, наиболее известная своей ролью Скай Смит в сериале «Приключения Сары Джейн». Также снялась в главной роли в мини-сериале «Дети» и в фильме «Энид».

## Телевидение
| Год  | Название                                    | Роль               | Примечания                                 |
| ---- | ------------------------------------------- | ------------------ | ------------------------------------------ |
| 2005 | Безмолвный свидетель                        | Тамсин             | 9 сезон, 5 эпизод «Смысл смерти: Часть 1». |
| 2008 | Врачи                                       | Лиза Хансон        | 10 сезон, 66 эпизод                        |
| 2008 | Дети                                        | Эмили              | 1 сезон, 1 и 2 эпизоды.                    |
| 2009 | Энид                                        | Джиллиан Поллок    | Телефильм BBC.                             |
| 2009 | 10-минутное приключение (теле-мини-сериал)' | Ребёнок            | 1 сезон, 8 серия «Через окно».             |
| 2010 | Харри и Пол                                 | Девочка-именинница | 3 сезон, 3 серия.                          |
| 2011 | Врачи                                       | Никола Риз         | 9 сезон, 1 и 2 серии.                      |
| 2011 | Приключения Сары Джейн                      | Скай Смит          | 5 серий.                                   |